# Kastrup (Tårnby Kommune)
Kastrup ist ein Stadtteil der Kopenhagener Vorstadt Tårnby in der Tårnby Kommune und zugleich Hauptort der Kirchspielgemeinde Kastrup Sogn, in der 10.184 Einwohner leben (Stand: 1. Januar 2023). Der im Osten der dänischen Insel Amager gelegene Ort ist bekannt als Standort des Flughafens Kopenhagen-Kastrup, Skandinaviens größtem Flughafen. Im Osten grenzt er an den Öresund, im Norden an die Kopenhagener Stadtteile Sundbyvester und Sundbyøster (zusammen: Sundbyerne), im Westen an Tårnby und im Süden an den Flughafen.

## Geschichte
Schon früh siedelte sich an der Öresundküste Industrie an. Um Kalkstein von der gegenüberliegenden Insel Saltholm zu transportieren, wurde 1749 für das Kastrupværk ein Hafen angelegt. Das 1749–1754 errichtete Kalkwerk beheimatete im 19. Jahrhundert eine Brauerei, weshalb es heute auch Bryggergården (Brauhof) genannt wird. Im 19. Jahrhundert entstanden weitere Industrieanlagen, die 1907 mit der Amagerbanen an das Eisenbahnnetz angeschlossen wurden. Eine der Fabriken war das 1847 gegründete Kastrup Glasværk, das bis 1979 unter anderem Trink- und Lampengläser herstellte. Heute ist Kastrup durch offene Wohnbebauung geprägt, in dem sich Einfamilienhäuser, Reihenhäuser und Kleingärten abwechseln.

## Kultur und Sehenswürdigkeiten
Das Kastrupværk bzw. Bryggergården ist neben dem 1925 eröffneten Flughafen und dem daran angrenzenden Imbissstand Flyvergrillen (1972) eines der dänischen Kulturgüter in Kastrup.
1884 wurde die im historistischen Stil gehaltene Kastrup Kirke eingeweiht, der Anfang der 1970er Jahre ein Glockenturm hinzugefügt wurde. 1978–1985 wurde nördlich des alten Industrie- und Fischereihafens ein großer Yachthafen angelegt, der Teil des Kastrup Strandparks ist, ein Naherholungsgebiet, das im Norden an den Amager Strandpark anschließt. 2013 eröffnete südlich des Yachthafens Nordeuropas größtes Schauaquarium Den Blå Planet mit 53 Becken, einem Fassungsvermögen von insgesamt 7 Mio. Litern und Platz für 20.000 Fische und Meerestiere.

## Sport
Im Tårnby Stadion (Kapazität: 10.000 Zuschauer) tragen die beiden Fußballvereine Kastrup BK von 1933/1941 (ehemals in der 1.-Liga) und AB Tårnby ihre Heimspiele aus.

## Verkehr
Am Flughafen Kopenhagen-Kastrup liegt der Tunnelbahnhof Københavns Lufthavn, Kastrup. Zudem ist der Ort über die U-Bahnhöfe Lufthavnen (Endstation der U-Bahn-Linie M2) und Kastrup an das Netz der Kopenhagener Metro angeschlossen. Von der Abzweigung Lufthavn der Autobahn Øresundsmotorvejen, ein Teil der E 20, besteht Verbindung über den Drogdentunnel und die Öresundbrücke (Öresundverbindung) nach Malmö und via Amagermotorvejen an das dänische Autobahnnetz.

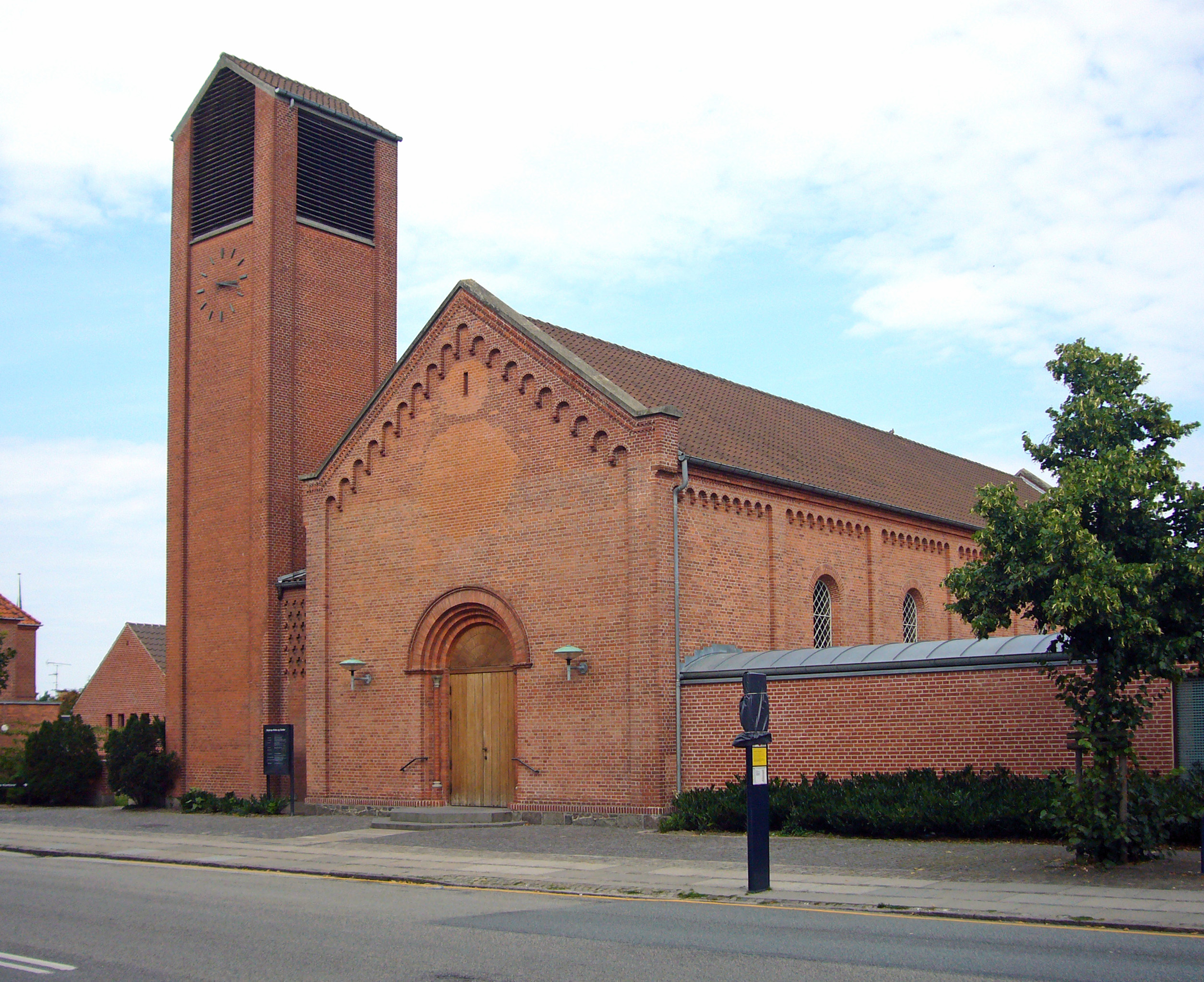
Kastrup Kirke von 1884
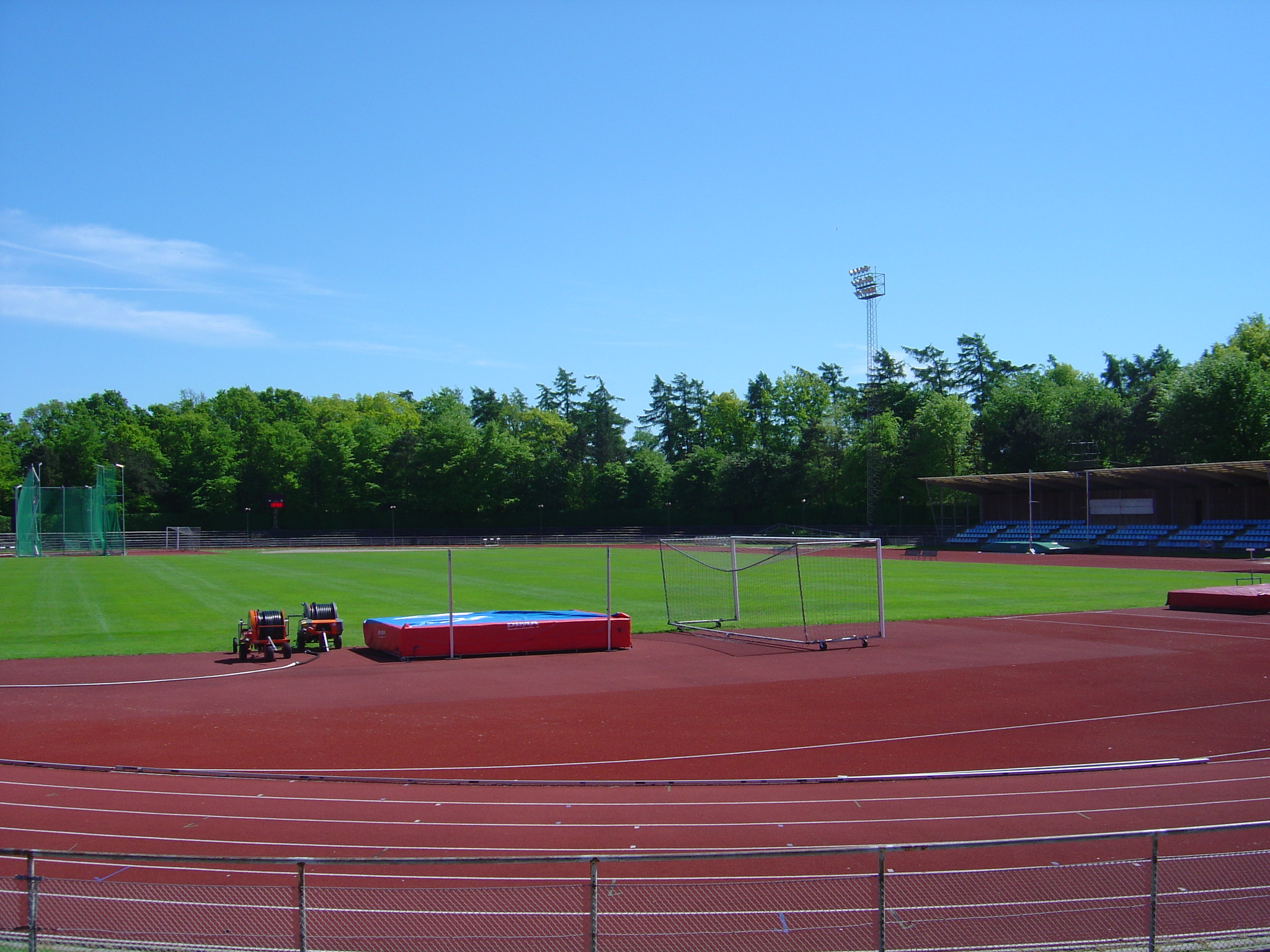
Tårnby Stadion (Foto 2007)
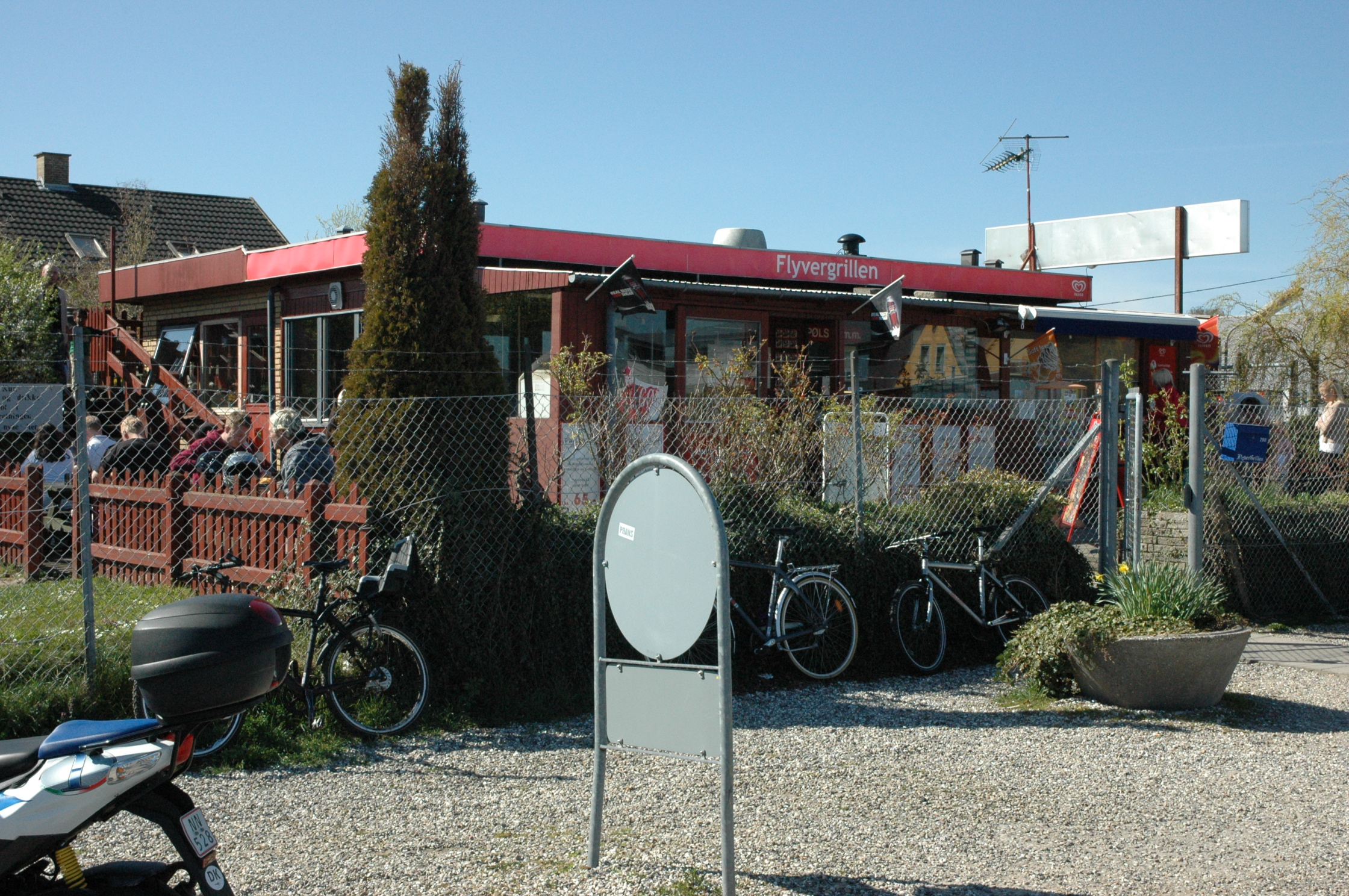
Imbissstand Flyvergrillen am Amager Landevej
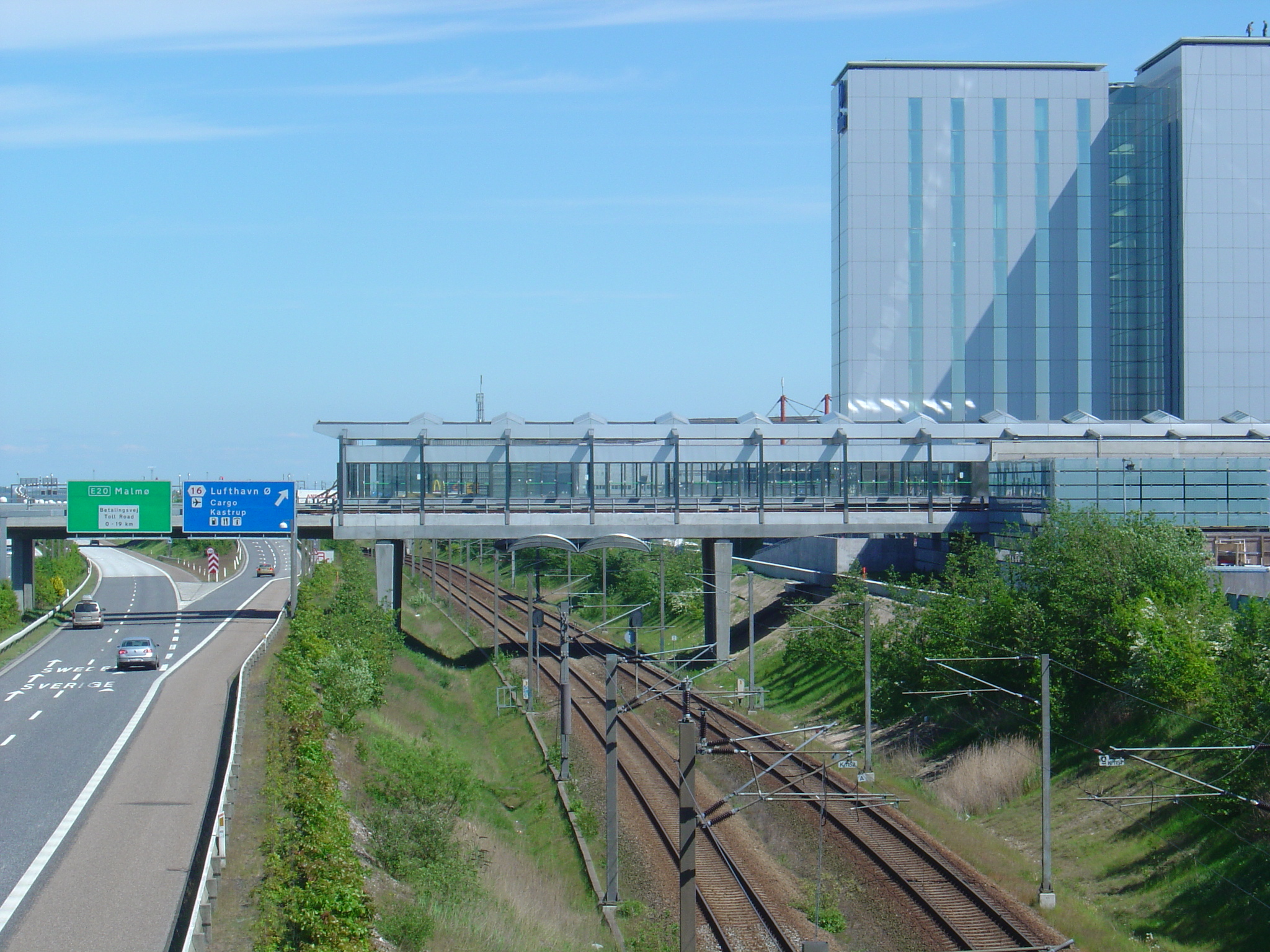
Lufthavnen Station der Metro Kopenhagen
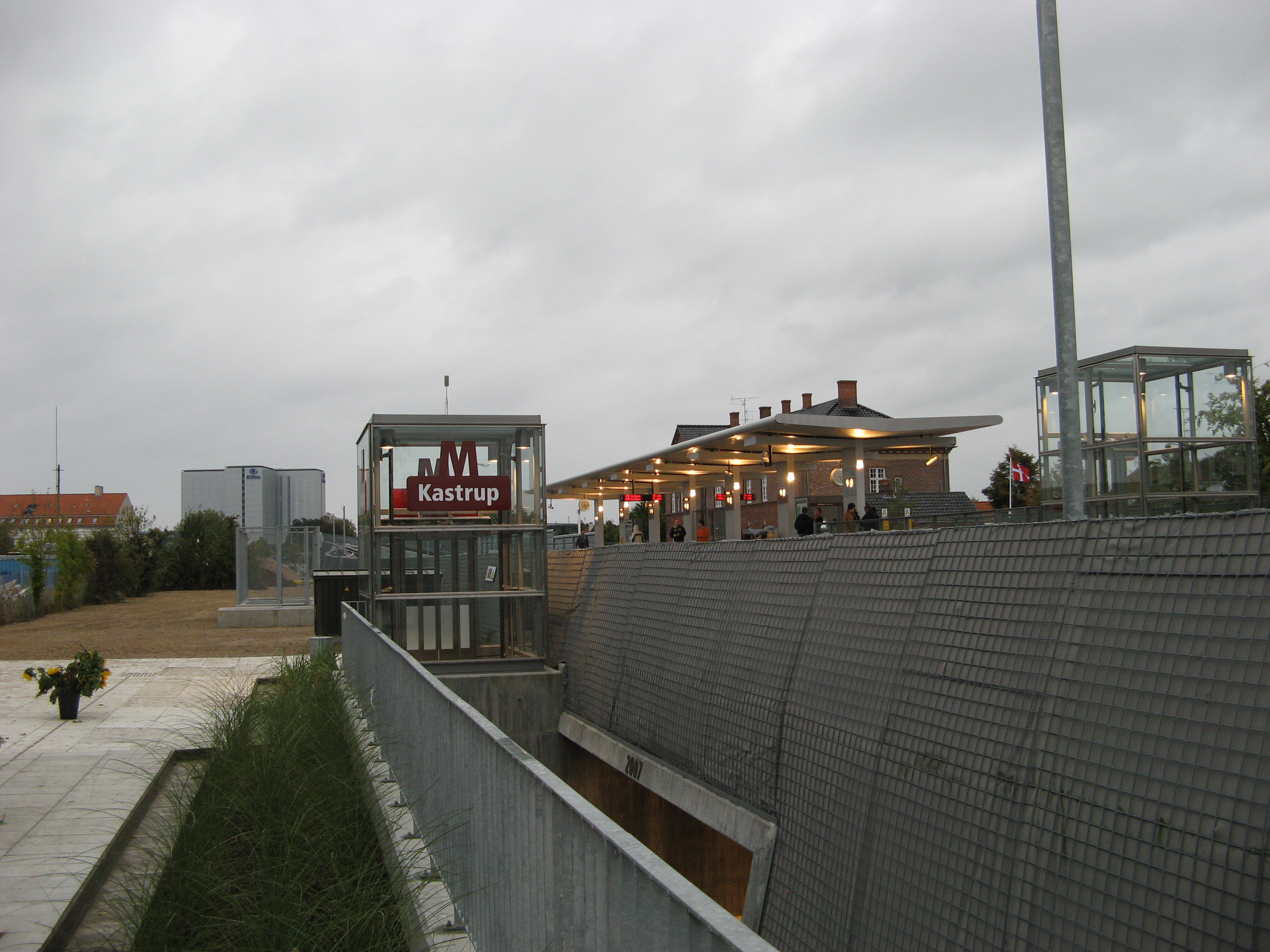
Kastrup Station der Metro Kopenhagen
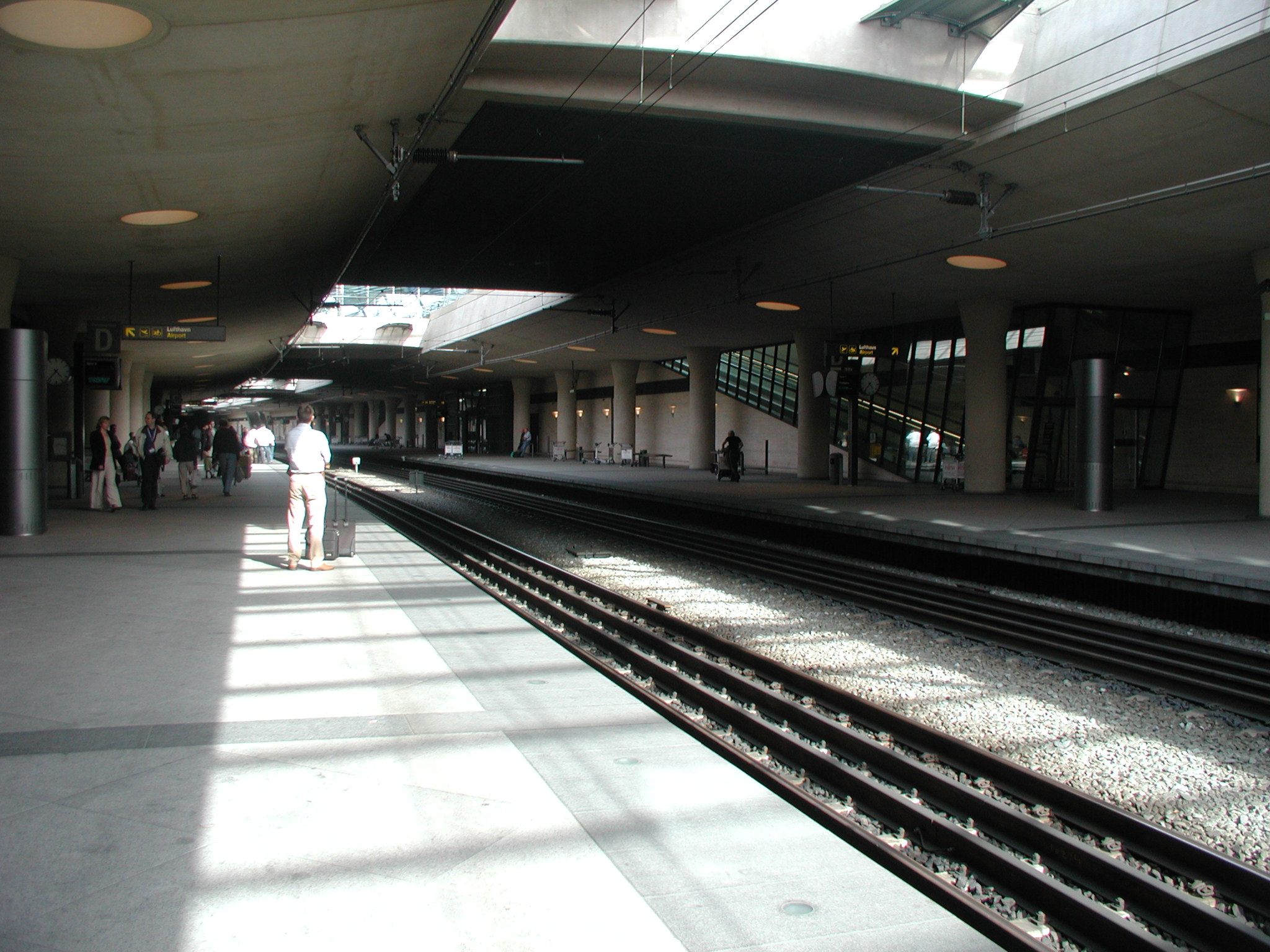
Tunnelbahnhof Københavns Lufthavn, Kastrup